# Gesellschaft für Schreibdidaktik und Schreibforschung
Die Gesellschaft für Schreibdidaktik und Schreibforschung e.V. (gefsus) ist ein eingetragener Verein zur Förderung der Schreibdidaktik mit Sitz in Göttingen. Sie versammelt und vertritt schreibdidaktisch tätige Angehörige von Hochschulen und Freiberufler aus unterschiedlichen Disziplinen.

## Geschichte
Die gefsus wurde 2013 gegründet, nachdem u. a. durch die Förderung des Qualitätspakts Lehre mehr und mehr Schreibzentren an deutschen Hochschulen eingerichtet worden waren. Laut Gründungssatzung vom 21. Januar 2013 „versteht sich (die gefus) als Vertretung von Personen, die in Hochschulen, Schulen oder in freier Praxis insbesondere im Bereich des wissenschaftlichen Schreibens lehren, beraten, vermitteln und forschen (…) und fördert Institutionen der Schreibdidaktik, Schreibberatung und Schreibforschung.“ Vorläufer der gefsus waren der von der Hans-Böckler-Stiftung geförderte überregionale „Arbeitskreis Schreibdidaktik“ und der Arbeitskreis „Schreibdidaktik Berlin-Brandenburg“.

## Ziele
Die gefsus fördert die Schreibdidaktik durch Austausch, Aus- und Weiterbildung, Positionspapiere und die Verbreitung von Forschungsergebnissen. Sie vertritt vor allem Personen, die in Hochschulen wissenschaftliches Schreiben lehren oder dazu beraten und forschen, sowie freiberufliche Schreibdidaktiker und -berater und unterstützt die entsprechenden Institutionen. Zudem setzt sie sich für junge Wissenschaftler ein, die in Schreibberatung, Schreibdidaktik und Schreibforschung arbeiten. Unter anderem bieten Mitglieder Aus- und Weiterbildungen zu schreibdidaktischen Themen an. In Öffentlichkeit und Bildungspolitik setzt die gefsus sich durch Stellungnahmen (Positionspapiere) und Expertisen sowie durch Publikationen für schreibdidaktische Anliegen ein.
Gemeinsam mit der österreichischen Gesellschaft für wissenschaftliches Schreiben (GewissS) und dem Schweizer Forum wissenschaftliches Schreiben (FwS) veranstaltet die gefsus die trinationale Tagung der drei deutschsprachigen Schreibgesellschaften und setzt sich für die Institutionalisierung einer interdisziplinären Schreibwissenschaft ein.

## Organisation
Die erste Vorsitzende der gefsus ist Luisa Gödeke (Gottfried Wilhelm Leibniz Universität Hannover), zweite Vorsitzende ist Ella Grieshammer (Internationales Schreiblabor, Georg-August-Universität Göttingen). Die gefsus verfügt (Stand Januar 2023) über 14 Special Interest Groups und zwei Regionalgruppen. Die Special Interest Groups beschäftigen sich mit Digitalität, Freiberufler/Vielfalt, Interessensvertretung der Peer-Tutoren, kreativem Schreiben, Qualität und Professionsentwicklung, Qualitätsstandards und Inhalten der Peer-Tutoren-Ausbildung, Schreibberatung für Promovierende, Schreibberatung in der Hochschuldidaktik, Schreiben im Beruf, Schreiben in der Schule, Schreiben im Kontext von Mehrsprachigkeit, Schreibforschung, Verstetigung der oft befristeten Stellen und Writing Fellows. Die beiden Regionalgruppen bestehen in Berlin/Brandenburg und Bayern.

## Veröffentlichungen
Die gefsus gibt die Reihe „Theorie und Praxis der Schreibwissenschaft“ beim wbv Verlag heraus und berät die im Jahr 2010 unter dem Namen "JoSch – Journal der Schreibberatung" gegründete Zeitschrift „JoSch – Journal für Schreibwissenschaft“. In der Reihe "gefsus-Papiere" erscheinen zudem Papiere und Dokumente, die von Mitgliedern der gefsus erarbeitet worden sind.